# Pierre Barrière
Pierre Barrière, (Orléans, 1566 - 31 de Agosto de 1593) era um ultracatólico que fez uma tentativa frustrada de regicídio contra Henrique IV em 1593. Ele foi então executado.

## Vida

### Plano de regicídio
Pierre Barrière era um barqueiro no Loire e depois se tornou um soldado no regimento de Auvergne. Em Lyon, concebeu o plano para assassinar Henrique IV e informou Séraphin Banchi, dominicano, que tentou dissuadi-lo.
Partindo para Paris, lá conheceu Christophe Aubry, pároco de Saint-André-des-Arts, que o incentivou em seu projeto. Aubry garante a Barrière que, ao matar Henrique IV, “ele ganharia grande glória no Paraíso” e o encoraja a consultar o padre Varade, reitor dos jesuítas de Paris.

### Falha do assassinato e execução
Pierre Barrière então segue o rei em busca de uma oportunidade, mas Séraphin Banchi avisa a comitiva de Henrique IV. Em 27 de agosto de 1593, Pierre Barrière é preso em um dos portões da cidade de Melun, armado com uma grande faca. Ele afirma que usa para comer, mas a faca era muito grande.
Ele foi julgado por uma comissão de dez advogados e submetido ao interrogatório ordinário e extraordinário para que confessasse sua cumplicidade. Ele denuncia notavelmente os jesuítas. Ele foi condenado, pelo crime de lèse-majesté, na tortura: seu punho foi queimado, ele foi sofreu com ferros quentes e sofreu a tortura da roda de despedaçamento em Melun, resultando na sua execução em 31 de agosto de 1593.
Em 5 de setembro de 1593, o padre parisiense Jacques de Cueilly desaprova a execução de Pierre Barrière, alegando que Barrière era “um homem pobre, imprudente e simples”.